# Puerto Rico International 2015
Die Puerto Rico International 2015 im Badminton fanden vom 12. bis zum 14. November 2015 in San Juan statt.

## Sieger und Platzierte
| Disziplin    | Gold                          | Silber                         | Bronze                                         |
| ------------ | ----------------------------- | ------------------------------ | ---------------------------------------------- |
| Herreneinzel | Kevin Cordón                  | Howard Shu                     | Job Castillo                                   |
| Herreneinzel | Kevin Cordón                  | Howard Shu                     | Gareth Henry                                   |
| Dameneinzel  | Laura Sárosi                  | Jeanine Cicognini              | Fabiana Silva                                  |
| Dameneinzel  | Laura Sárosi                  | Jeanine Cicognini              | Lohaynny Vicente                               |
| Herrendoppel | Job Castillo Lino Muñoz       | Jan Fröhlich Matej Hliničan    | Giovanni Greco Rosario Maddaloni               |
| Herrendoppel | Job Castillo Lino Muñoz       | Jan Fröhlich Matej Hliničan    | Daniel Paiola Alex Tjong                       |
| Damendoppel  | Haramara Gaitan Sabrina Solis | Ana Paula Campos Fabiana Silva | Yuneyshka Guzmán Rosa Vitmary Rivera Rodriguez |
| Damendoppel  | Haramara Gaitan Sabrina Solis | Ana Paula Campos Fabiana Silva | Saribel Caceres Genesis Valentin               |
| Mixed        | Alex Tjong Lohaynny Vicente   | Daniel Paiola Fabiana Silva    | Jonathan Persson Ana Paula Campos              |
| Mixed        | Alex Tjong Lohaynny Vicente   | Daniel Paiola Fabiana Silva    | Arturo Hernández Mariana Ugalde                |